# Kathedraal Sainte-Marie d'Oloron
De Cathédrale Sainte-Marie d'Oloron is een kerk in Oloron-Sainte-Marie (Pyrénées-Atlantiques). Het is een romaanse kerk met een 12e-eeuws portaal die ook gotische bouwdelen omvat. Het is sinds 1841 een Frans historisch monument. Tussen het begin van de 6e eeuw en 1790 was Oloron-Sainte-Marie een bisdom.

## Geschiedenis
De bouw is gestart door Gaston IV van Béarn in 1102. De burggraaf van Béarn keerde terug van zijn kruisvaart en  beval de bouw van een nieuwe kathedraal om de 11e-eeuwse kerk die in een brand verloren was gegaan te vervangen. Ook de nieuwe kerk bleef niet gespaard van branden; dit was het geval in de 13e en 14e eeuw. In de 18e eeuw werd de kathedraal nog verbouwd en vergroot. 
Na het Concordaat van 1801 werd Oloron-Sainte-Marie geen bisdom meer. Het bisdom verhuisde naar Bayonne en de Sainte-Marie werd een parochiekerk.

## Beschrijving
De voorgevel bestaat uit een toren waarin een romaans portaal verwerkt is. Het portaal is 12e-eeuws en de hand van twee verschillende beeldhouwers is herkend in de afgebeelde figuren. Achter de toren ligt het schip dat aan beide zijden zijkapellen telt. Achter de transept ligt een gotische chevet uit de 14e eeuw met eromheen vijf kapellen. In deze kapellen en in het koor hangen schilderijen uit de 18e eeuw.
De kerkschat van de kathedraal wordt bewaard in twee zijkapellen die als museale ruimte zijn ingericht.

## Afbeeldingen

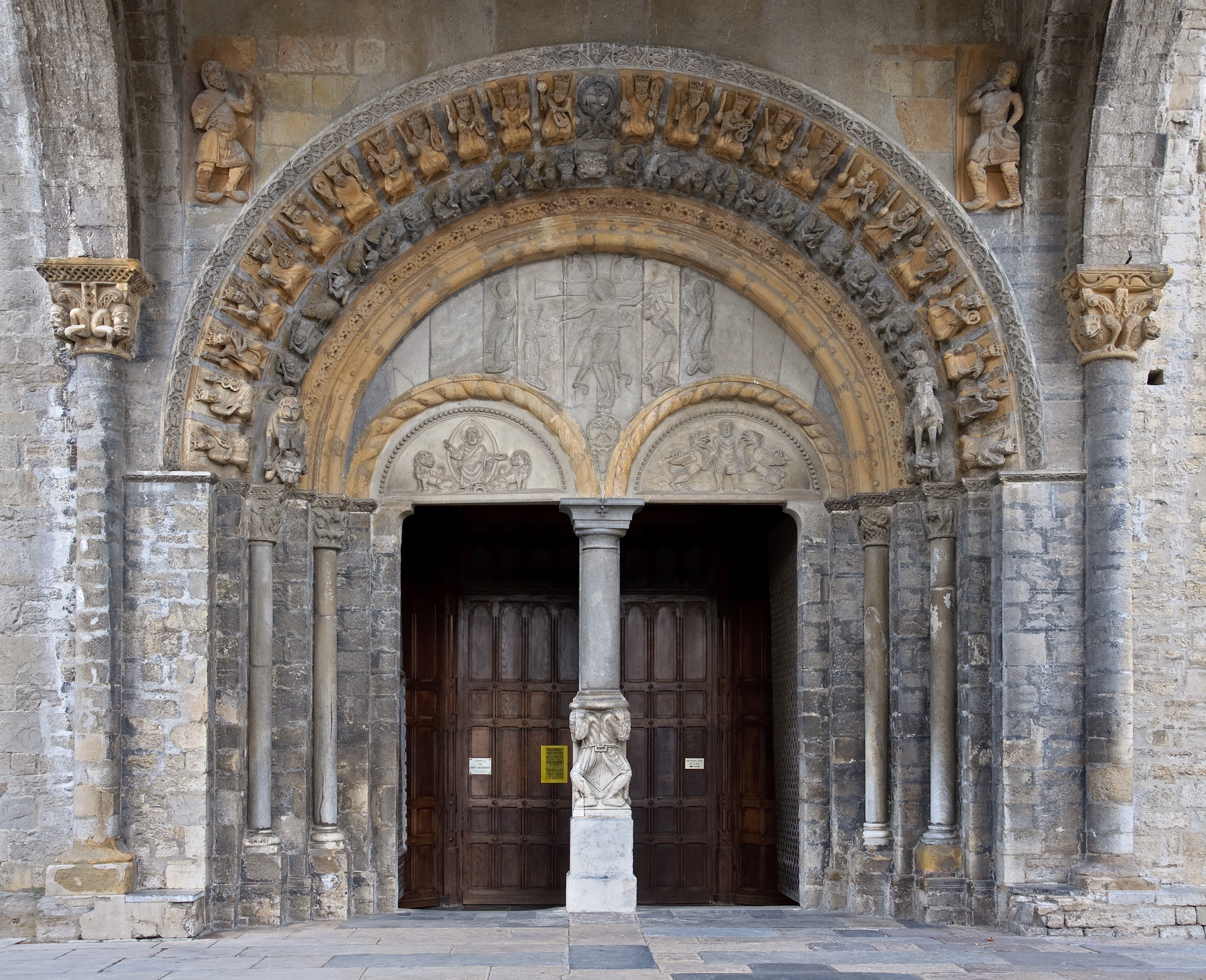
Portaal
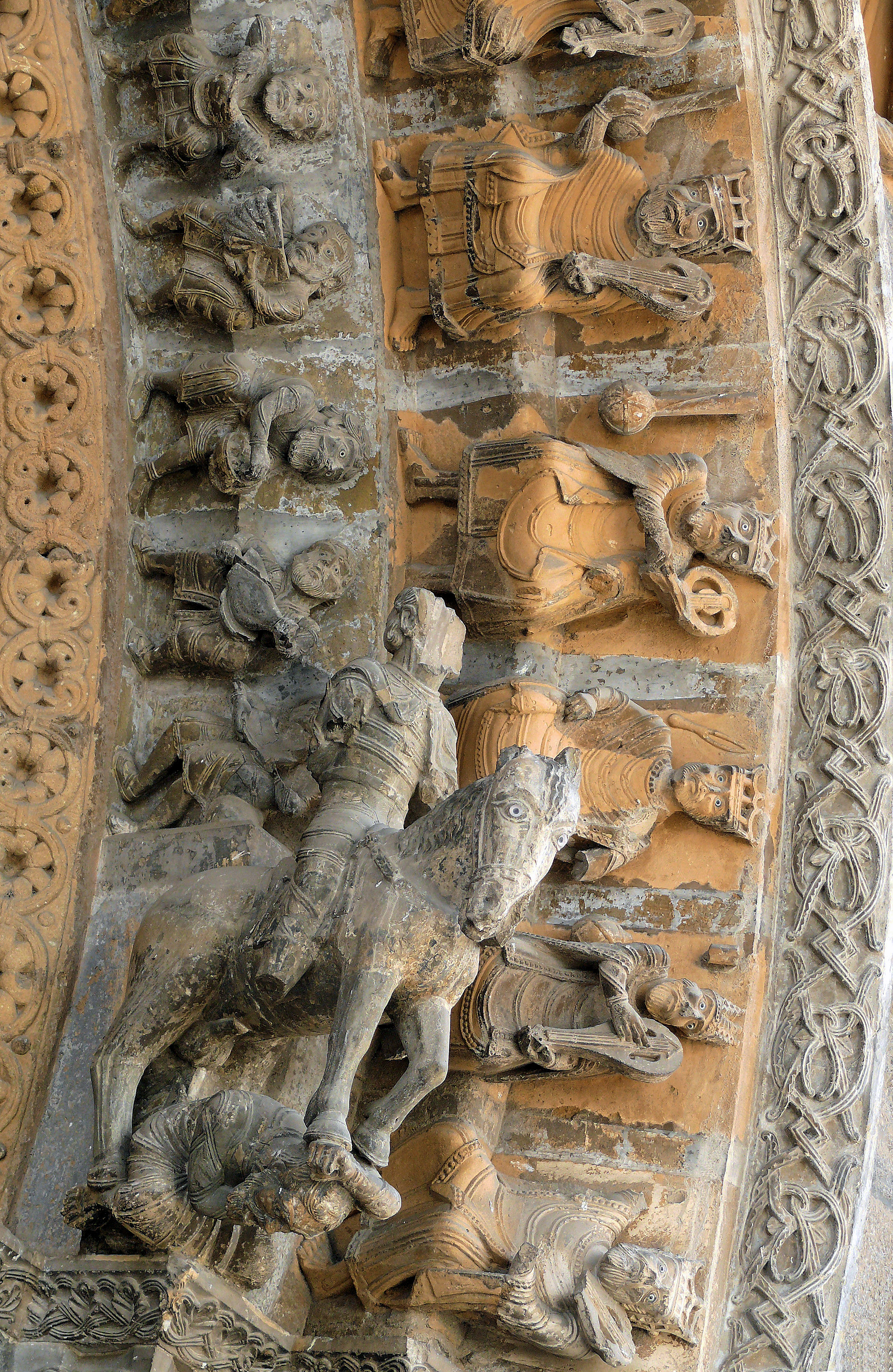
Detail van het portaal
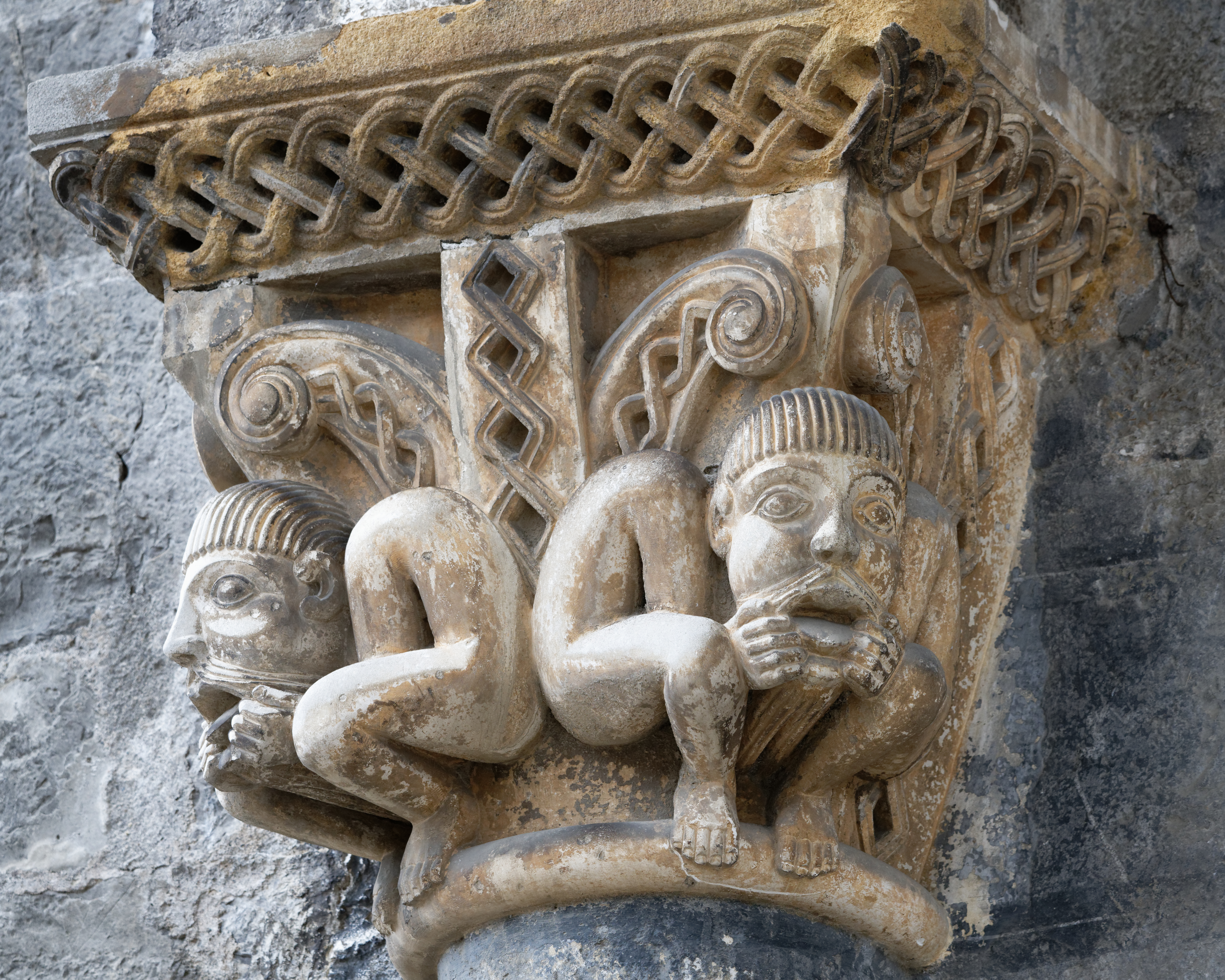
Kapiteel van het portaal
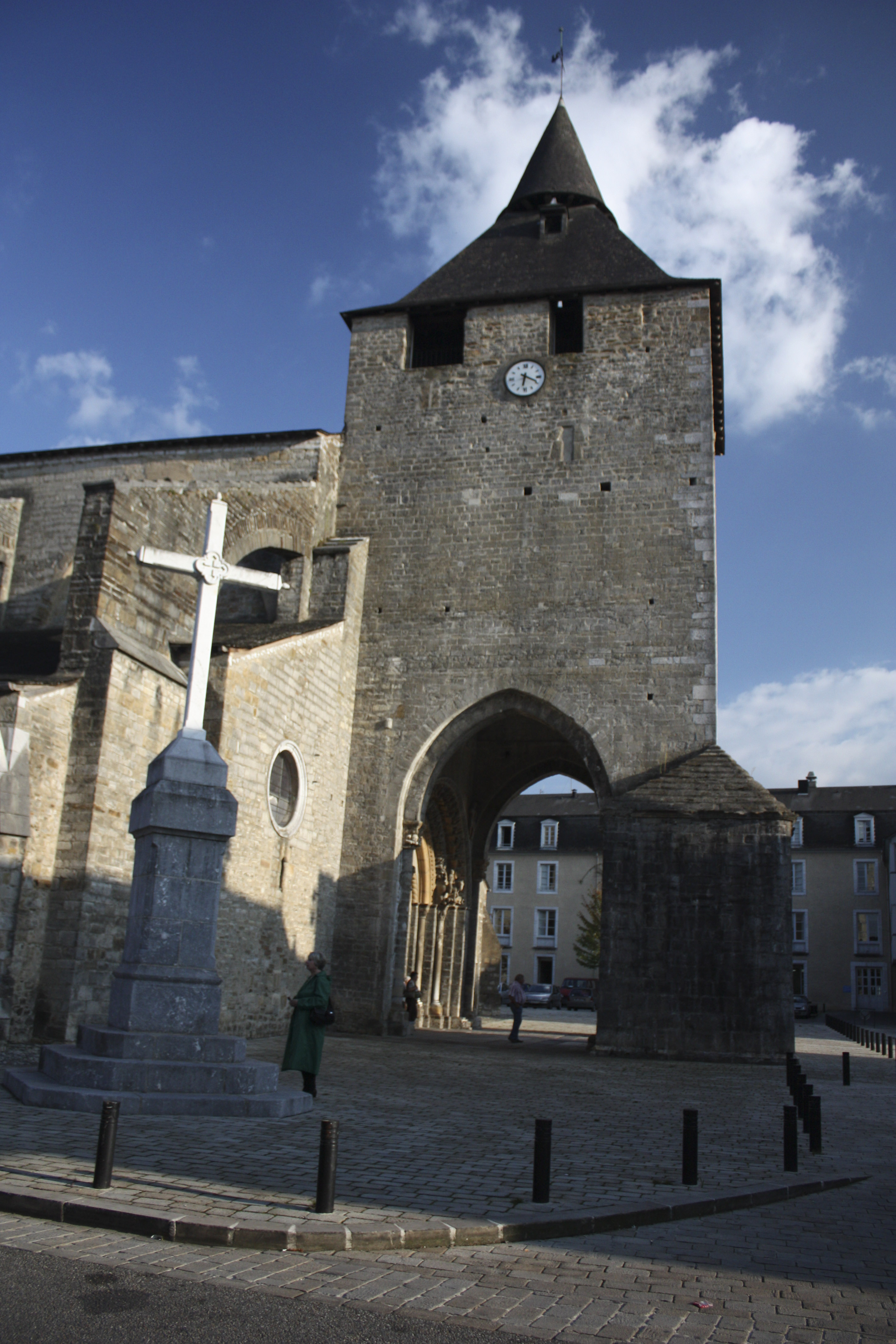
Toren
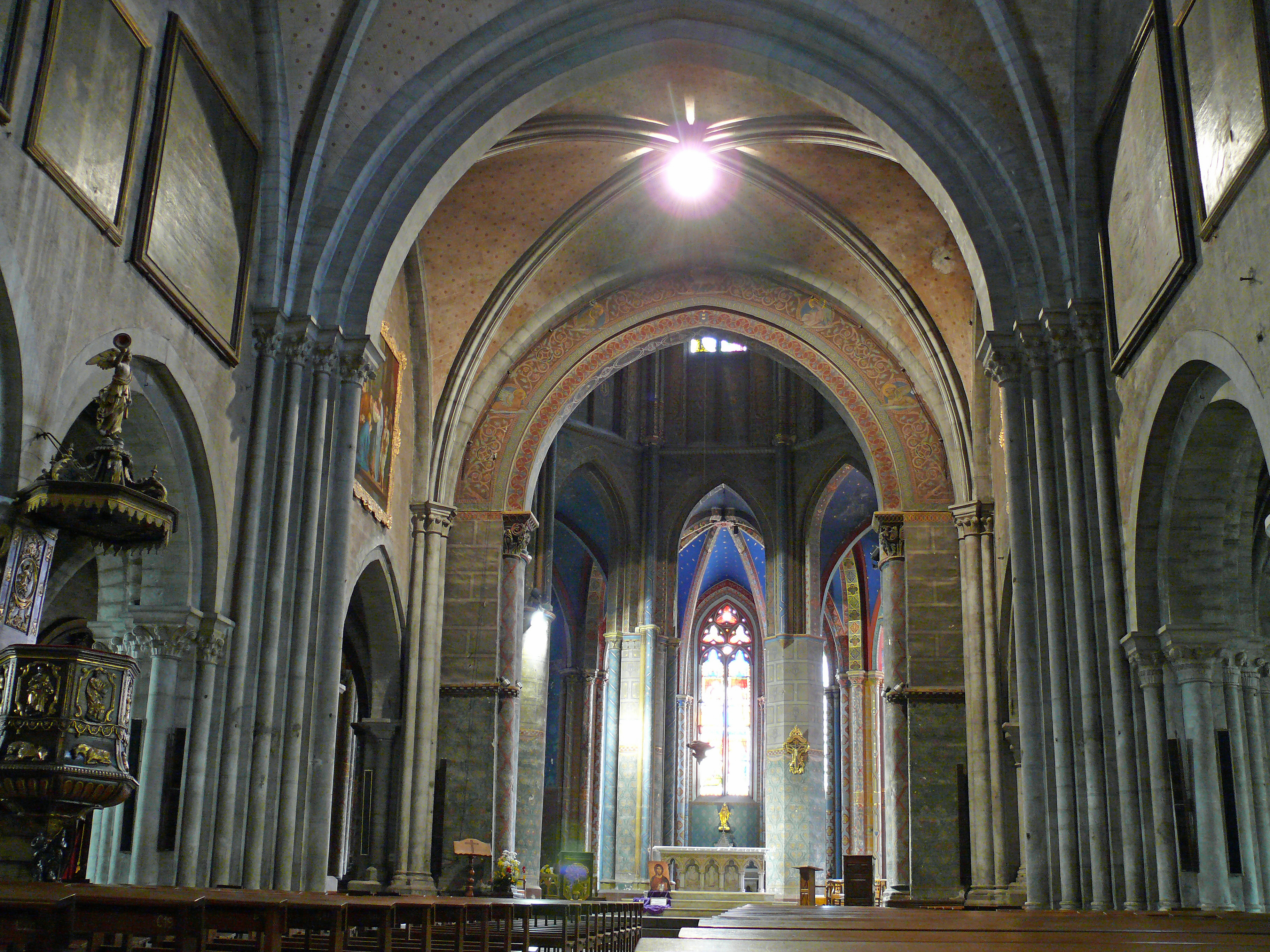
Interieur
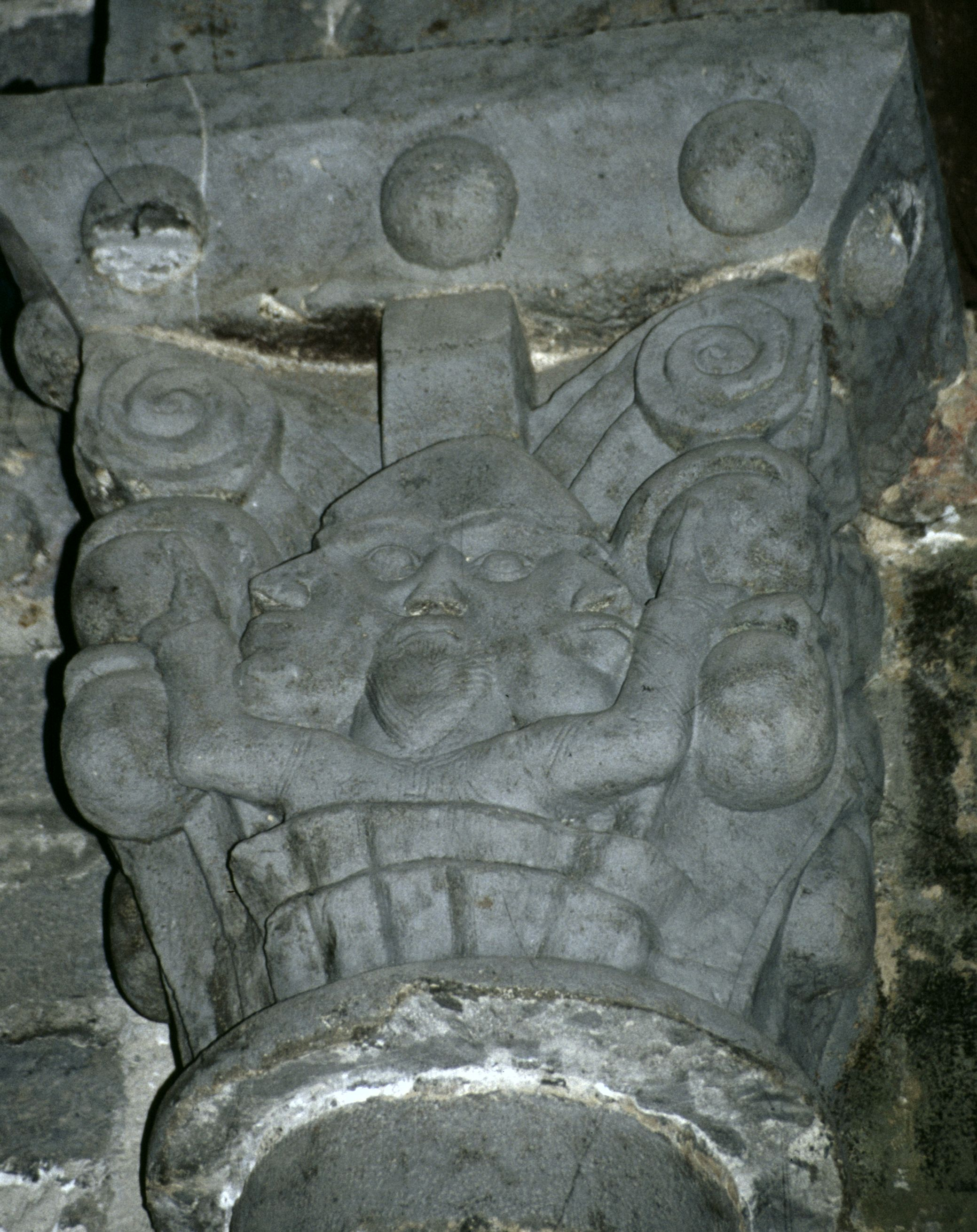
Kapiteel in het schip